# Blanca Paloma
Blanca Paloma Ramos Baeza (Elche, Espanha; 9 de Junho de 1989), conhecida simplesmente como Blanca Paloma, é uma cantora e cenógrafa espanhola. É conhecida por ter participado no Benidorm Fest 2022 e por ter vencido a edição de 2023 do mesmo festival, o que lhe valeu o título de representante de Espanha no Festival Eurovisão da Canção 2023 com a canção «Eaea».

## Biografia
Tirou o curso de Belas Artes. Foi membro das bandas «De mar a mar» e «Alfakay». É a compositora da música da série «Lucía en la telaraña», da Televisão Espanhola.
Em 2022 participou na primeira edição do Benidorm Fest, a selecção nacional de Espanha para escolher um cantor para o Festival Eurovisão da Canção, com a canção «Secreto de agua», desta feita ela ficou no 5.º lugar. Nesse mesmo ano, lançou o single «Niña de fuego», que promovia a Comunidade Valenciana.
No ano seguinte, em 2023, voltou a candidatar-se. Nesta ocasião, a cantora apresentou a canção «Eaea» na segunda semifinal e obteve uma pontuação de 167 votos, o que lhe deu um lugar na final do concurso, onde venceu com 169 pontos e se tornou a representante espanhola no Festival Eurovisão da Canção a realizar em Liverpool do mesmo ano.

## Prémios e nomeações
| Ano  | Evento                                            | Prémio                                                           | Resultado | Pontos     |
| ---- | ------------------------------------------------- | ---------------------------------------------------------------- | --------- | ---------- |
| 2022 | Benidorm Fest (RTVE, Espanha)                     | Microfone de bronze (Representante de Espanha na Eurovisão 2022) | 5º lugar  | 61 pontos  |
| 2023 | Benidorm Fest (RTVE, España)                      | Microfone de bronze (Representante de Espanha na Eurovisão 2023) | Vencedora | 169 pontos |
| 2023 | Festival Eurovisão da Canção 2023 (RTVE, Espanha) | Microfone de cristal da Eurovisão 2023                           | 17º lugar | 100 pontos |